# Epoca modernă

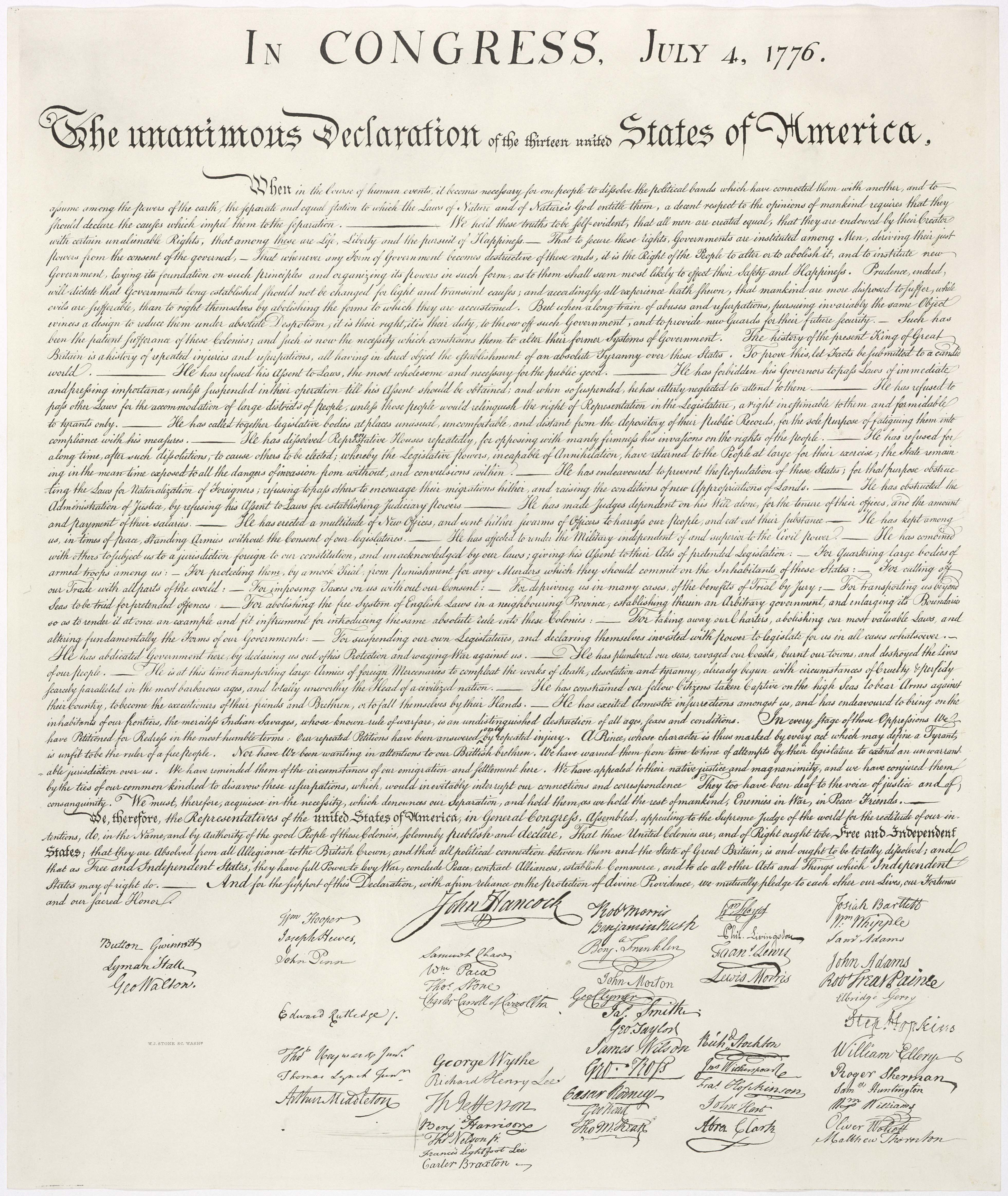
Declarația de Independență

Epoca modernă este considerată a fi perioada ce a succedat Evului Mediu. Ca și epocile anterioare, aceasta nu are un început stabilit într-o dată anume. Tranziția de la Evul Mediu la Modernitate a fost relaționată în mod convențional cu evenimente majore ca Reforma Protestantă, care promova  conștiința critică asupra religiei și bisericii,  Descoperirea Americii, care a lărgit perspectivele asupra lumii sau Umanismul, care a contribuit la formarea unei noi viziuni în multe domenii.
După ce Reforma a dus la disiparea puterii absolute a bisericii și Războiul de 30 de ani a desființat conceptul de „imperiu universal", a început epoca statului-națiune, care a avut ca scop obținerea unei puteri politice și economice care să depășească spațiul european. America, Africa și Asia au devenit regiuni de expansiune și competiție pentru europeni. Coloniștii britanici și francezi au ocupat coasta de est a Americii de Nord, iar conchistadorii spanioli au cucerit America Centrală și America de Sud, presărând întreagă lume cu agenții comerciale europene, exceptând Japonia. Europa era cuprinsă de războaie, revoluții și devastări, dar și de o extraordinară dezvoltare și un progres științific și artistic. Secolul al XVIII-lea a fost denumit „secolul revoluțiilor". Între anii 1708 și 1835 s-au desfășurat revoluții în multe părți ale lumii împotriva guvernelor și a puterii coloniale. Unele au avut succes, altele au eșuat, dar izbucnirea revoluțiilor politice au arătat că oamenii erau nemulțumiți de modul în care erau conduși. S-au mai manifestat revoluții în tehnică agricolă și în industrie, în transporturi, în știință, tehnologie, medicină și artă. 
Transformarea revoluționară a sistemelor de guvernare și a structurilor de stat a început energic în secolul al XVIII-lea, debutând cu Revoluția Franceză din 1789 izbucnită la Paris, având deviza Liberté, égalité, fraternité ce a dobândit o forță covârșitoare. Revoluția Franceză a avut drept urmare, reorganizarea fundamentală a societății, iar noile idei apărute în timpul revoluției și cuprinse în Codul Civil al lui Napoleon s-au răspândit, fiind impuse în multe națiuni europene.

## Conceptul de „modernitate”
Conceptul  de „modernitate" este diferit de antichitate și  evul mediu. Modernitatea nu este doar o altă epocă istorică, dar și un efect al unei serii de schimbări de tip nou, manifestate în accelerarea progresului ce a facilitat efortul uman depus pentru a îmbunătăți situatia. Progresul s-a manifestat în toate domeniile: politică, industrie, societate, economie, comerț, transport, comunicații, știință, medicină, tehnologie și cultură. Modernitatea se caracterizează printr-o industrie mecanizată și automatizată, renunțându-se treptat la munca manuală. Porțiuni din lumea modernă au fost alterate însă de valorile religioase fundamentaliste, de sistemul monarhic absolutist și abolirea sistemului feudal, toate acestea fiind înlocuite de un sistem democratic, liberal și laic, ideile fiind implementate în toate domeniile ca Politică, Știință, Psihologie, Sociologie și Economie. 

## Periodizarea
Conform multor surse istorice, epoca modernă ar fi început în intervalul secolelor XV-XIX. Particularitățile epocii moderne timpurii includ Renașterea, Reforma Protestantă, Marile Descoperiri Geografice, ascensiunea capitalismului, apariția tiparului, Războiul Civil Englez și Revoluțiile Atlantice. Epoca modernă, pe plan cultural se împarte în:
- Epoca Rațiunii
- Iluminismul
- Epoca Romantismului
- Epoca Victoriană

Secolul al XVIII-lea a debutat cu revolte în țări cu deschidere la Oceanul Atlantic, ca cele din America de Nord, America Latină și Franța, ce s-au manifestat în schimbări politice și sociale treptate. Războaiele au căpătat un caracter global, fiind desfășurate la scară tot mai mare datorită îmbunătățirii armelor de foc și arsenalului. Ca rezultat al Revoluției industriale și a revoluțiilor politice, au apărut noi viziuni asupra modernismului. Industrializarea multor națiuni a fost inițiată în Marea Britanie. Rolul științei și tehnologiei a crescut, literatura și presa au proliferat și au început să se dedice maselor, gradul de alfabetizare crescând. S-au format instituții reprezentative votate de cetățeni marcați de o nouă filosofie politic, morală și ideologică - Individualismul. În urma industrializării, procesul de urbanizare s-a accelerat.

## Absolutism și Iluminism: ascensiunea burgheziei
Absolutismul a devenit forma de guvernare a multor state, bazându-se pe teoriile formulate în secolele XVI-XVII de către filosofi politici ca Niccolo Machiavelli, Jean Bodin și Thomas Hobbes, ce au dezvoltat concepte ca raison d'etat („rațiunea de stat”) și suveranitatea absolută a conducătorului. Instrumentele principale ale puterii prinților absolutiști erau armata și birocrația admninistrativă care răspundea doar în fata regelui ce era reprezentantul divin pe pământ. 
În secolul al XVIII-lea s-a dezvoltat o formă particulară de absolutism combinat cu iluminismul, formă care a aplicat umanismul și descoperirile filosofice și științifice ale secolului al XVII-lea în întreaga societate. Din secolul al XVII-lea, cărturari ca René Descartes, John Locke, Baruch Spinoza și Gottfried Wilhelm von Leibniz au căutat metode de eliberare a gândirii de sub dogma religioasă. Savanți ca Isaac Newton au conturat o nouă viziune asupra lumii, bazată pe cunoștințele obținute prin descoperirile științifice. Marii filosofi iluminiști ai secolului al XVIII-lea, ca Montesquieu sau Voltaire, au promovat libertatea spiritului și a religiei și separarea științei de doctrina religioasă. Au cerut o revizuire a metodelor de guvernare, care să pornească de la rațiune și de la o viziune asupra omului, care să se bazeze pe egalitatea dintre persoane. Filosofi ca Jean-Jacques Rousseau și Immanuel Kant au atacat absolutismul prin critici la adresa politicilor și instituțiilor statului absolutist și cel al bisericii.
Primii absolutiști iluminiști au profitat de structurile prezente ale Bisericii și Statului pentru a-și atinge scopul, cel de a asigura binele statului și bunăstarea supușilor. Centralizarea statului s-a accentuat tot mai mult față de secolele anterioare ale evului mediu, iar rolul bisericii în sistemul educațional era tot mai diminuat. Erau însă și suverani interesați de reforme, ca Frederic al II-lea al Prusiei, Iosif al II-lea al Sfântului Imperiu Roman sau Petru cel Mare al Rusiei, dar nu erau pregătiți să-și lase supușii, mai ales pe acei burghezi ce se aflau în plină ascensiune, să participe la viața politică. Împărțirea puterilor cerută de filosofii iluminiști nu a fost realizată. 
Umanismul și Reforma au influențat modul de gândire al clasei de mijloc a Europei, marcată de ascensiunea capitalismului timpuriu. Bogăția obținută a adus acestei noi clase respect și influență în societate. Pentru a contrabalansa puterea prinților și cea bisericească, regii s-au orientat către burghezie. Aceștia aveau acces la studii universitare, multi reprezentanți reușind să obțină funcții înalte în stat. Burghezia a promovat comerțul și afacerile și s-a impus în viața culturală. Burghezia însă nu avea acces la viața politică. De pe urma acestor conflicte și dispute au rezultat „Revoluții Atlantice", care împreună cu Declarația de Independență a Americii și Declarația drepturilor omului și ale cetățeanului, au marcat începutul Perioadei Burgheze și venirea la putere a clasei de mijloc. Criticarea autorității și a tradiției pe toate planurile s-au intensificat simultan cu ideile raționaliste și de emancipare ale iluminismului. Revoluția Franceză din 1789 a încheiat vechea ordine a Celor trei stări. Prin deviza sa Liberté, égalité, fraternité, a pus bazele unei noi ordini sociale paneuropene, bazate pe principiile libertății personale și ale egalității în fața legii. De atunci, clasa de mijloc a devenit campioană a liberalismului, ajungând să domine viața publică în multe părți ale lumii. 

## Secolul al XVIII-lea: Secolul Revoluțiilor
Mulți europeni, afectați de problemele regimului, războaiele neîncetate și monopolul bisericii, au emigrat din Europa și s-au stabilit în „Lumea Nouă", acaparând tot mai mult pământ și punând bazele unor colonii ce încă depindeau de Franța și Marea Britanie, ce aveau să ducă la dese confruntări pentru controlul deplin asupra Americii de Nord. Fiind inițial dependente de metropole, datorită fiscalității împovărătoare, coloniile și-au câștigat independența față de coroana britanică, formând o națiune federală - Statele Unite ale Americii. Și coloniile din America de Sud și America Centrală au luptat pentru eliberarea de sub dominația Spaniei și Portugaliei. În Europa, Austria, Prusia și Rusia au devenit mari puteri continentale, iar Revoluția Franceză din 1789 a marcat abolirea monarhiei franceze. În Africa, populațiile fulani, zulu și buganda au fondat noi regate. Statele africane nordice au înlăturat dominația otomană. Imperiul Mogul din India s-a prăbușit, iar Marea Britanie și Franța au pornit o luptă pentru cucerirea Indiei. China dinastiei Qing cucerește Tibetul, însă se confruntă cu probleme interne. Japonia a interzis contactele cu Occidentul și s-a izolat. În Pacific, sosirea europenilor a constituit o amenințare pentru modul de viață tradițional al băștinașilor.

### Europa
Discrepanțele din societatea europeană s-au adâncit. Regii bogați și autocratici trăiau în lux, pe când clasele de mijloc, tot mai numeroase, au dezvoltat o altă atitudine, de gândire progresistă. Societatea a fost marcată de mari transformări; orașele s-au extins, bancherii făceau afaceri prospere, inventatorii și savanții făceau noi descoperiri, au pătruns mărfuri și noi idei din import. Noile invenții au facilitat fabricarea de bunuri și arme în cantități mari. Peisajul agricol s-a modificat radical în diverse zone ale Europei, mai ales în Anglia, prin introducerea unor metode de lucru mai eficiente. Tot în Anglia avea să înceapă prima revoluție industrială în domeniul textilelor. Minele, orașele, canalele navigabile și fabricile s-au dezvoltat. Preocuparea pentru logică și raționament a dat naștere unor idei sociale și politice noi, mai avansate, din care a rezultat apariția unui nou curent - Iluminismul. 
În urma războaielor  pentru succesiune, teritorii și colonii de pe celelalte continente în cadrul cărora s-au format alianțe, s-a remarcat puternicul stat militarizat, Prusia, ce câștiga victorii datorită armatei terestre bine organizate și disciplinate și datorită geniului militar al lui Frederic al II-lea. Sub țarul Petru cel Mare, în Rusia pătrund idei și moda occidentală. Rusia se extinde în Orientul Îndepărtat, bătând la porțile Chinei. Poporul francez, nemulțumit de „Vechiul Regim”, a abolit monarhia, cerând libertate și egalitate. Revoluția ce a urmat, a schimbat Franța și a marcat omenirea pentru totdeauna. În acțiunea sa de restaurare a ordinii după Revoluția Franceză, Napoleon a încercat să schimbe întreaga Europă. Chiar dacă a fost înfrânt de coaliția marilor puteri, ideile sale s-au extins la nivel paneuropean, campaniile și realizările sale schimbând cursul istoriei. În urma expedițiilor căpitanului Cook, Australia și Noua Zeelandă au devenit noi ținte ale colonialismului european, primii coloniști înfruntându-i pe maorii ce s-au ridicat la luptă și subjugându-i pe aborigeni. Europa domina întreaga lume prin intermediul comerțului, industriei, îndrăznelii și tunurilor. 

### Asia, Africa și Orientul Mijlociu
India era cucerită treptat de britanici, iar China rezista în fata schimbărilor, devenind mai conservatoare și refuzând să încurajeze idei noi și contactele externe. Japonia a continuat politica sa de izolaționism, dar s-a modernizat. Alte țări asiatice au căpătat noi alianțe și noi inamici din rândul europenilor, ce se amestecau în problemele acestora în folos propriu. Rivalitatea dintre Rusia, China și Marea Britanie pentru dominația Asiei centrale s-a accentuat. Tradițiile asiatice și stabilitatea au fost subminate, iar europenii intrau pe ușa din spate când liderii asiatici opuneau rezistență. Orientul Mijlociu era lipsit de forță datorită declinului lent al otomanilor. în nordul Africii otomanii au pierdut controlul, Persia a rămas stabilă, neafectată de influențele externe. Europenii și arabii dețineau colonii în zonele de coastă, dar multe națiuni africane s-au întărit, a căror putere provenea din comerțul cu europenii. Unele triburi dominau pe altele mai mici, iar populațiile zulu și asanti aveau o atitudine agresivă față de vecini. Datorită dezbinării, europenii i-au învrăjbit.

### Lumea Nouă
Secolul al XVIII-lea a fost martorul apariției SUA și Canadei. Revoluția americană a avut drept cauze neajunsurile guvernării coloniale britanice. SUA au devenit primul stat cu adevărat democratic din lume, guvernat constituțional, conform declarațiilor de drepturi aplicate tuturor, exceptând nativii americani și sclavii. S-a declarat independența și în scurt timp, s-a format o nouă republică federală ce și-a propus să se extindă către Vest, către Oceanul Pacific. În căutarea unui viitor nou, imigranții din Europa sfâșiată de războaie, au dus la creșterea rapidă a populației. Orașele americane, comerțul și cultura au prins formă, au luat amploare și au prosperat. Britanicii au menținut Canada sub controlul lor, care și aceasta a reușit ulterior să obțină autonomie. Mulți americani nativi din est au fost alungați de pe pământurile lor și au migrat spre vest. În sud, pe plantațiile de bumbac și tutun munceau sclavii, alimentând apetitul Europei și sporind averile proprietarilor de pământuri.
Războaiele lui Napoleon în Europa, i-au obligat pe latino-americani să își ia în mâini propria soartă, iar la începutul secolului al XIX-lea au apărut mișcări de independență a coloniilor portugheze și spaniole, conduse de proprietarii de pământuri.